# Vivarès

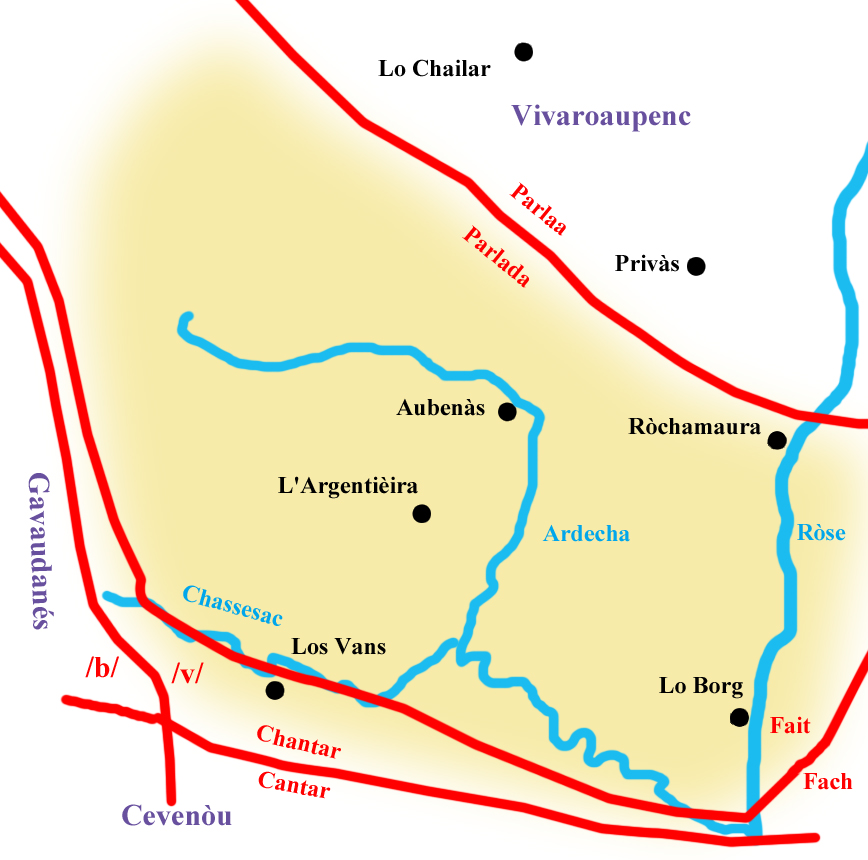
Zona lingüística del baix vivarès

El Vivarès (en occità Vivarés, en francès Vivarais) era, abans del 1789, una comarca que formava part de la regió històrica del Llenguadoc. S'estenia sobre un territori que corresponia aproximadament amb l'actual departament francès d'Ardecha.
Vivarès pren el nom de la ciutat episcopal de Vivièrs, seu de la diòcesi.

## Comarques del Vivarès
Segons la proposta de divisió territorial d'Occitània del diari Jornalet, basada en l'obra de Frederic Zégierman Le Guide des pays de France, aquest territori correspondria amb la subregió del Vivarès, ubicada dins la regió del Llenguadoc, que contindria 4 parçans (comarques occitanes):
- Alt Vivarès - Naut Vivarés
- Baix Vivarès - Bas Vivarés
- Botèiras - Botèiras
- Cevena Vivaresa - Cevena vivaresa

## Història

Escut

Avui comprèn tot el departament de l'Ardèche i el cantó de Pradelles, al departament de l'Alt Loira. Els primitius habitants d'aquest país foren els helvis, que prengueren part en les lluites contra els romans. Junt amb els arverns combateren en la gran batalla lliurada contra el cònsol Fabi, a la vora del Roine, l'any 121 aC. Aquest país és anomenat per Juli Cèsar en llurs lluites contra Vercingetorix. August embellí llur capital Alba Herviorum, la moderna Aps, que el 1902 prengué oficialment el nom d'Alba-la-Romaine. Tres rutes romanes sortien d'aquesta ciutat. A principi del segle xx s'hi trobaren antiguitats d'època romana a Fonts de Rocamaure (abans Fontes Collarionis), a Baix (Batiana), Soyons (Subdio) i Albenates.
Al territori de Montpezat, travessat per una via romana (el Camí Reial), s'hi trobaren medalles romanes. En molts altres punts han estat descoberts altars votius i columnes miliars que testimonien el desenvolupament de la civilització de l'època romana. Al costat d'aquest monuments n'hi ha un altre molt interessant, prop de la font de Tournes. En una roca existeix una resta d'escultura grollera consagrada al culte de Mitra; és un testimoni de la veneració a les divinitats orientals pel paganisme agonitzant.
El cristianisme fou predicat a l'antiga Hèlvia per Andèol, deixeble de sant Policarp d'Esmirna, que anà a la Gàl·lia junt amb els futurs sants Potí i Ireneu de Lió. Sofrí martiri en temps de l'emperador Sever, tres segles després de Crist. en el municipi de Bergoïata o Bergoïates, territori de Bourg-Saint-Andéol. La tradició va crear una llegenda segons la qual llurs predicacions foren continuades per altres deixebles d'Ireneu: Fèlix, Fortunat i Aquil·leu de Valença, que moririen màrtirs. En l'època de les invasions el país dels helvis experimentà cruels devastacions per part dels vàndals, alans i gots. El 405 l'antiga ciutat d'Alba quedà totalment destruïda. Des de llavors Vivarium (Viviers), que donaria més endavant llur nom al país, constituí l'eixamplament de la plaça d'Alba, a la qual serví de port. Viviers al segle v, fou seu dels bisbes i, donat el seu floriment, i hagué necessitat, per guardar-la, de fortificar les altures que dominen el Roine.
El Vivarès va caure en poder del visigots vers l'any 475, en temps d'Euric. Aquest foren substituïts pels burgundis i més tard pels francs de Clodoveu I. El país restà molt de temps incorporat al regne d'Austràsia, tornant a la unitat galo-franca amb la dinastia dels carolingis, no sense haver sofert abans noves devastacions per part dels sarraïns i incursions del vencedor d'aquells, Carles Martel. En temps de Carlemany es formà el Comitatus Vivariensis, primer indici del comtat de Viviers. Llavors només era una divisió administrativa que més tard va comprendre les vegueries de Chalançon, Mariac, Mélas, Meyras, Pradelles, etc.
Els bisbes de Viviers foren els primers a manifestar desitjos d'independència, confirmada per una carta de l'emperador Lluís el Benigne. En aquesta època el primer comte del Vivarès conegut, Heribert, fundà l'abadia de Cruas, a la riba del Roine. Tournon fou cedida a l'església de Lió. Elpodori, fill d'Heribert, era comte el 817; després els bisbes van rebre el privilegi d'immunitat i van ocupar de fet les funcions comtals. Un altre comte, Bosó, aliat de la família de Carlemany per llur matrimoni amb Ermengarda, aprofitant-se del desmembrament de l'Imperi de Lluís el Benigne, es feu elegir rei de la Provença (879) i el Vivarès o Vivarais fou unit a aquest regne. Durant quatre segles restà aquest país quasi separat de la monarquia francesa.
A l'època feudal hi van esclatar nombroses guerres locals, en les quals desenvoluparen un paper important els països de Séray, Crussol, Rochefort, Pierregourde, Saint-Alban, Mirabel, Sampzon, la Tourette, Brison i els castells de Vallon i Salavas, un enfront l'altra, separats per l'Ardecha. Els arquebisbes de Vienne tenien alguns dominis en el Vivarais, com els territoris d'Annonay, Quintenas, Boulieu, etc.; a més, els arquebisbes de Lió reivindicaren per llur església la sobirania dels dos castells i les senyories d'Annonay i Argental, disputant també als comtes del Valentinois el castell de Tournon i una gran part del territori que rega el Doux.
Els comtes de Valentinois dominaren quasi sense rivals tota la secció compresa entre l'Erieux i el Doux. Al costat d'aquests magnats s'eclipsaren els comtes del Vivarès, desapareixent llur títol fins que torna a ressorgir el comtat de Viviers, vinculat als bisbes dels segles xiv i xv. Després de la mort de Lluís el Cec, el 924, Provença passà als reis de la Borgonya Transjurana i de seguida als emperadors d'Alemanya, excepte el Vivarès, que fou afegit pels prínceps de la casa de Tolosa a llurs dominis. No obstant això, els comtes de Tolosa no posseïren més que la part inferior i meridional des del riu d'Erieux. La part septentrional continuà durant algun temps depenent indirectament del regne de Borgonya mitjançant els comtes particulars del Viennois i Valentinois. El 1271 Felip l'Agosarat reuní definitivament a la Corona francesa la part meridional del Vivaris, a la que li seguí la part septentrional en temps de Felip el Bell, el 1308.
Els municipis del Vivarès experimentaren els avantatges de l'agregació, aconseguint associar-se, i aquest país arribà a tenir Estats particulars formats per dues ordres o estaments. Com a representants de la noblesa, 12 barons assistien alternativament als Estats generals del Llenguadoc. A més els diputats o representants de les 13 ciutats constituïen un tercer estament.
La història del Vivarès, a l'edat mitjana tardana, es confon amb la del Llenguadoc o de la Provença. Als temps moderns una de les èpoques més calamitoses pel país fou la de les guerres de religió. La Reforma reclutà en el mateix nombrosos prosèlits, i les passions, exacerbades, portaren amb elles conflictes sagnants. El 1576 els habitants del Vivarès, veient el seu país arrasat pels catòlics i protestants, pactaren una Lliga local amb el fi de deposar les armes.

## Personalitats del Vivarès
- El cardenal François de Tournon
- Olivier de Serres
- Antoine Court
- Els germans Montgolfier
- François-Antoine de Boissy d'Anglas
- Jean-Louis Giraud-Soulavie
- Honoré Flaugergues
- Marc Seguin
- Auguste Bravais
- Louis Georges Gouy
- Vincent d'Indy
- Marie-Joseph Canteloube
- La família Chazallon
- El Duc de Joyeuse
- Jacques Dondoux (alcalde de St. Agrève i ministre amb François Mitterrand)
- Senyora de Vivarès, filla d'Augustin de Ferriol d'Argental, abadessa del convent de les Clarisses d'Annonay.